# نقار خشب رمادي برتقالي
نقار خشب رمادي برتقالي (الاسم العلمي: Hemicircus concretus) هو نوع من فصيلة نقار الخشب.